# Epidendrum atroscriptum
Epidendrum atroscriptum är en orkidéart som beskrevs av Eric Hágsater. Epidendrum atroscriptum ingår i släktet Epidendrum och familjen orkidéer. Inga underarter finns listade i Catalogue of Life.